# Fiege Logistik

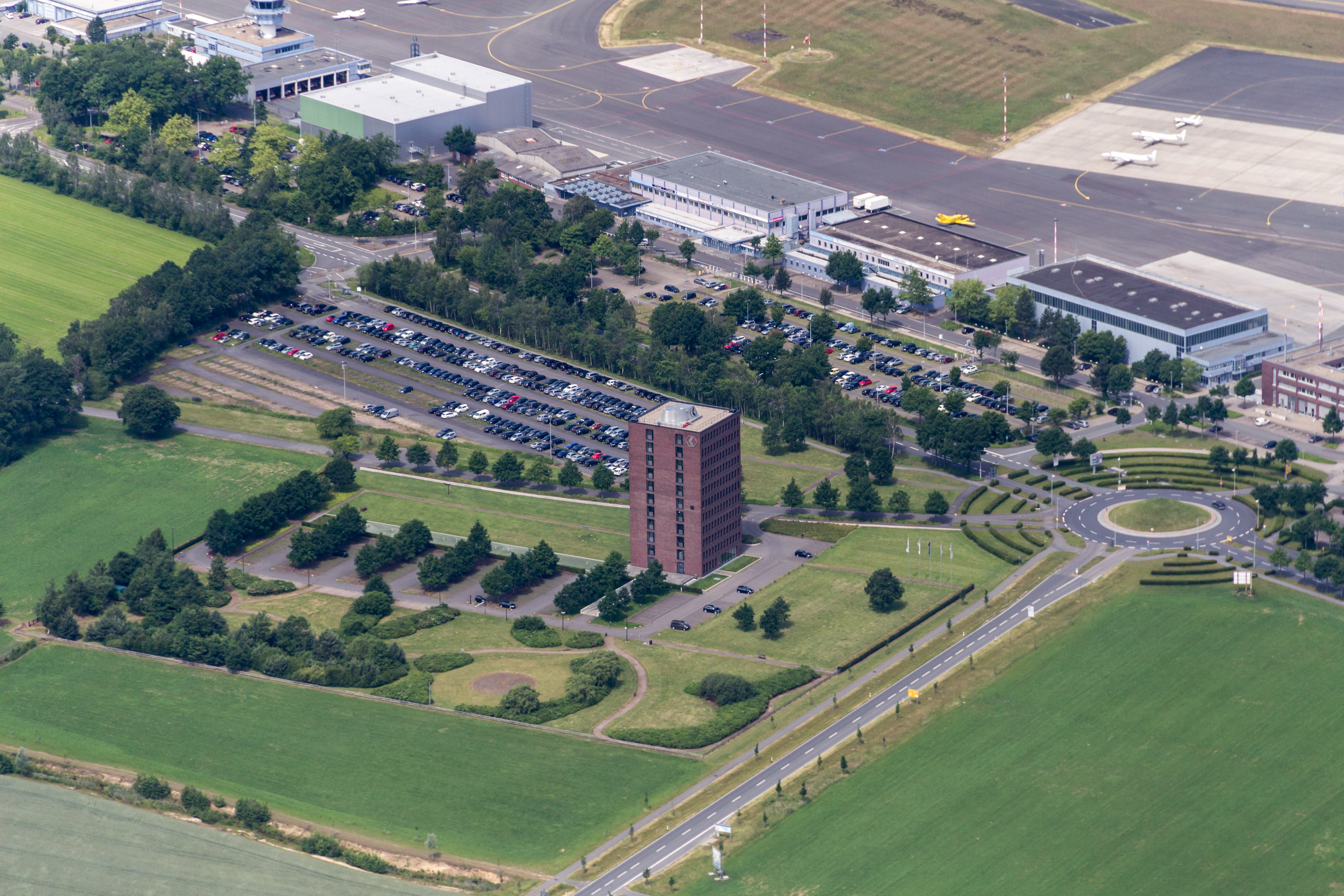
Unternehmenszentrale am Flughafen Münster/Osnabrück in Greven

Die Fiege Logistik Holding Stiftung & Co. KG ist ein deutsches Logistikunternehmen mit Sitz in Greven. Die Gesellschaft ist das Mutterunternehmen der Fiege-Gruppe und unterhält Anteilsbesitz an über 100 Firmen.

## Geschichte
1873 gründete Joan Joseph Fiege (1835–1905) in Greven ein eigenes Fuhrgeschäft. Nach dem Tod von Joan Joseph Fiege im Jahre 1905 übernahm sein Sohn Josef Fiege das Unternehmen. Er setzte das Geschäft mit der Beförderung von Kolonialwaren fort. Nach der Einweihung des Dortmund-Ems-Kanals im Jahre 1899 übernahm Josef Fiege auch den Transport von Steinen und Baumaterial, die mit Frachtkähnen im Hafen angeliefert wurden.
1924 erwarb das Unternehmen einen gebrauchten VOMAG-Lastwagen. Zwei Jahre danach wurden weitere Lastkraftwagen gekauft. 1929 begann das Unternehmen mit dem Ferntransport.
1938 starb Josef Fiege im Alter von 67 Jahren. Sein Sohn, Josef Fiege jun., übernahm die Geschäfte. Im September 1939 wurde das Unternehmen Fiege vom Oberpräsidenten Westfalens zum „kriegs- und lebenswichtigen Transportunternehmen“ erklärt. Nach 1945 begann Josef Fiege mit dem Wiederaufbau des Unternehmens. Nach seinem Unfalltod im Jahre 1959 übernahmen sein Schwager und seine Schwester, Karl und Anne Fischbach, die Geschäftsführung. 1967 trat der älteste Sohn von Josef Fiege, Heinz Fiege, in das Unternehmen ein. 1974 folgte ihm sein Bruder Hugo Fiege. Die Brüder bauten das Geschäft weiter aus. Mit dem dreigeschossigen Neubau von Hauptniederlassung und Verwaltung in Reckenfeld und dem daneben erbauten sechseckigen Güterverteilzentrum begann der Wandel vom Speditions- und Transportunternehmen zum Logistikkonzern.
1999 zog Fiege in die neu errichtete Systemzentrale am Flughafen Münster-Osnabrück um.
Im Jahr 2012 wurde beim Ausscheiden von Heinz und Hugo Fiege aus dem Vorstand ein Schritt für die Übergabe des Unternehmens an die fünfte Fiege-Generation vollzogen. Jens Fiege, Sohn von Heinz Fiege, führte ab 2004, zunächst als CEO, den internationalen Geschäftsbereich und ist seit 2009 Mitglied des Vorstands der Fiege Logistik Holding Stiftung & Co. KG. Felix Fiege, Sohn von Hugo Fiege, stieg 2008 in die Führungsebene der Unternehmensgruppe als Geschäftsführer des Bereichs Fiege Engineering ein und ist seit 2012 ebenfalls Mitglied des Vorstands. Im Jahr 2019 wurden Stefan Thies und Martin Rademaker in das Führungsgremium berufen, zu dem auch Alfred Messink und Peter Scherbel gehören. Jens Fiege und Felix Fiege übernehmen seitdem den Vorstandsvorsitz. Seit September 2023 ergänzt Kenza Ait Si Abbou den Vorstand des Grevener Logistikdienstleisters.
Im Oktober 2017 nahm Fiege ein Logistikzentrum für Zalando in Gryfino nahe Stettin in Polen mit rund 130.000 Quadratmetern Fläche in Betrieb. Außerdem erfolgte die gemeinsame Gründung des Startups Westphalia DataLab mit einem Team der Fachhochschule Münster. Das Start Up beschäftigt sich mit Datenanalyse für Unternehmen.
Am ehemaligen Hauptsitz in Greven-Reckenfeld entstand seit 2017 nach Sanierungs- und Erweiterungsmaßnahmen ein 90.000 Quadratmeter großer Logistikstandort. Die offizielle Eröffnung des Mega Centers erfolgte am 30. August 2019 durch Ministerpräsident Armin Laschet. Neben kleineren Kunden werden vor allem eCommerce Dienstleistungen für den Kunden MediaMarktSaturn abgewickelt, für den Fiege seit 2012 in Deutschland sowie seit 2010 in den Niederlanden und Österreich Logistikpartner ist.
Im Herbst 2018 wurde Fiege Kooperationspartner des US-Unternehmens eBay für dessen Multichannel-Fulfillment-Dienst.

## Maskenversorgung während der COVID-19-Pandemie
In der COVID-19-Pandemie übernahm das Unternehmen für das Bundesgesundheitsministerium Aufträge zur Beschaffung, Lagerung und Verteilung von Schutzausrüstung. Fiege hatte zuvor ein Notfallkonzept für die Lagerung pharmazeutischer und medizintechnischer Versorgungsgüter erstellt. Die erste Beauftragung erfolgte am 25. März 2025 per Dringlichkeitsvergabe ohne öffentliche Ausschreibung.
Für mehr als 100 Millionen Euro sollten unter anderem der Transport von Masken aus China nach Deutschland organisiert und ein Zentrallager zur Verfügung gestellt werden. Fiege selbst verkaufte dem Bund Masken für über 800 Millionen Euro. Während sich die Umsätze zu Zeiten der COVID-19-Pandemie annähernd verdoppelten verzehnfachten sich die Gewinne auf jährlich gut 100 Millionen Euro.
Erste Probleme traten durch die Auslieferung von bereits zuvor bei Qualitätsprüfungen beanstandeter Masken auf. So musste die Auslieferung zeitweise gestoppt werden. Kurz darauf war Fiege mit der Auftragslage der hinzugekommenen Open-House-Verfahren überfordert. Laut des Berichts der Sonderermittlerin Sudhof (SPD) um die Maskenaffäre der Union führte dies „zum vollständigen Kollaps der Logistikketten und löste diverse Folgeprobleme aus, die teilweise bis heute anhalten“. Fiege wies diese Vorwürfe gegenüber Medien und in einer schriftlichen Stellungnahme zurück. Die Lieferketten hätten „auch während des Open-House-Verfahrens nachweislich und durchgehend an jedem einzelnen Tag“ funktioniert. Seitens des Bundesgesundheitsministeriums wurden nach interner Prüfung keine Schadensersatzansprüche geltend gemacht.
Kritik an der Vergabe kam vor allem aus der Opposition, so äußerte sich der damalige stellvertretende Linken-Fraktionsvorsitzende De Masi: „Herr Spahn vergibt freihändig Aufträge und behandelt dabei dreistellige Millionenbeträge wie Trinkgeld.“
Hugo Fiege (2.v.l.) und Friedrich Merz besuchen Bertelsmann, April 2024

Link zum Bild

 In der Berichterstattung über den Vertrag zur Beschaffung von Masken wurde auf die Nähe des Unternehmens Fiege zur CDU hingewiesen. Das Unternehmen sitzt im Nachbarkreis der Heimat des damaligen Bundesgesundheitsministers Jens Spahn (CDU). Hugo Fiege gehörte langjährig gemeinsam mit Friedrich Merz (CDU) dem Bundesvorstand der Lobbyorganisation Wirtschaftsrat der CDU an, während Felix Fiege Mitglied des Landesvorstands Nordrhein-Westfalen ist.

## Unternehmensdaten
Die Fiege-Gruppe ist ein Logistikdienstleister mit 135 Standorten in 15 Ländern in Europa und dem Fernen Osten. Das Unternehmen betreibt Logistikzentren und verfügt über insgesamt circa 4,5 Millionen Quadratmeter Lager- und Logistikfläche. Als Kontraktlogistiker umfassen die Dienstleistungen die gesamte Warenwirtschaftskette.
Im Geschäftsjahr 2022 verzeichnete der Fiege-Gruppe einen Umsatzerlös in Höhe von zwei Milliarden Euro (Vj.: 1,8 Mrd. Euro). 2022 waren weltweit 23.575 Arbeitnehmer in der Unternehmensgruppe beschäftigt.

## Veröffentlichungen
Von der Fiege-Gruppe herausgegebene Publikationen:
- Michael Stoffregen-Büller: Aus Westfalen in die Welt. Fiege – Porträt eines Familienunternehmens. Aschendorffsche Verlagsbuchhandlung, Münster 2000, ISBN 3-402-05172-9 (PDF).